# Le Secret magnifique (film, 1935)
Pour les articles homonymes, voir Le Secret magnifique.
Pour plus de détails, voir Fiche technique et Distribution.
Le Secret magnifique (Magnificent Obsession) est un film américain de John Stahl de 1935.
Il est inspiré du premier roman du pasteur Lloyd C. Douglas et a donné lieu à un remake réalisé par Douglas Sirk en 1954.

## Synopsis
C'est un mélodrame. Robert Merrick est un millionnaire inconscient et maladroit. Après avoir involontairement causé le malheur d'une femme, Helen Hudson (perte de son mari, puis de sa vue), il entreprend de se racheter, sans qu'elle le sache. Le film décrit ses efforts vers la rédemption, grâce aux conseils d'un ami d'Helen, Edward Randolph, et l'évolution des sentiments d'Helen à son égard.

## Fiche technique
- Titre original : Magnificent Obsession
- Titre français : Le Secret magnifique
- Réalisation : John M. Stahl
- Scénario : Sarah Y. Mason, Victor Heerman et George O'Neil d'après le roman de Lloyd C. Douglas
- Production : John M. Stahl, E.M. Asher (producteur associé) et Fred S. Meyer (producteur exécutif)
- Studio de production : Universal Pictures
- Musique : Franz Waxman (non crédité)
- Photographie : John J. Mescall
- Montage : Milton Carruth
- Direction artistique : Charles D. Hall
- Décorateur de plateau : Robert Priestley
- Costumes : Vera West et Brymer (non crédité)
- Pays de production : États-Unis d’Amérique
- Langue : anglais
- Genre : mélodrame
- Format : Noir et blanc - Son : Mono (Western Electric Noiseless Recording)
- Durée : 112 min.
- Dates de sortie : 
  - États-Unis : 30 décembre 1935
  - France : 21 janvier 1936

## Distribution
- Irene Dunne (VF : Lita Recio) : Helen Hudson
- Robert Taylor : Robert Merrick
- Charles Butterworth : Tommy Masterson
- Betty Furness : Joyce Hudson, fille d'Helen
- Sara Haden : Nancy Ashford, amie d'Helen
- Ralph Morgan : Randolph, ami d'Helen et de Robert
- Henry Armetta : Tony
- Gilbert Emery : Dr Ramsay
- Arthur Treacher : Horace
- Beryl Mercer : Mme Eden
- Alyce Ardell : La bonne française
- Theodore von Eltz : Dr Preston
- Sidney Bracey : Un majordome
- Arthur Hoyt : Perry
- Cora Sue Collins : Ruth
- Andrea Leeds : Nina

Acteurs non crédités
- William Bailey : Un homme sur la jetée
- Lucile Browne : Une infirmière
- Charles Coleman : Simpson
- Gino Corrado : Antoine
- Joyce Compton : Une infirmière
- Inez Courtney : L'infirmière May
- George Davis : Un chauffeur de taxi
- Jean De Briac : Un chauffeur de taxi
- Edward Earle : M. Miller
- James Flavin : Un chauffeur
- George Hackathorne : Un ancien patient
- Otto Hoffman : Un jardinier
- Crauford Kent : Dr Thomas
- Leonard Mudie : Dr Bardendreght
- Walter Walker : Nicholas Merrick

## Autour du film
- Universal Pictures, au début des années trente, est le spécialiste des films d’épouvante[1]. Voulant concurrencer les major compagnies, Carl Laemmle Jr. le directeur du studio, outre ses films fantastiques, serials et westerns de série B, va s’assurer la production de films de qualité plus prestigieux[2]. Ainsi Universal va également se consacrer à un genre plutôt destiné au public féminin, le mélodrame lacrymal[3]. Les meilleurs seront réalisés par John M. Stahl[4] qui après avoir réalisé bon nombre de mélodrames à l’époque du muet entra chez Universal en 1930 en réalisant A Lady Surrenders[5] : « Il est surtout connu pour avoir été, au début des années trente, le spécialiste du genre cinématographique le plus méprisé par la critique : le Weepie ou mélo lacrymogène. »[6]
Après avoir tourné deux des mélodrames les plus célèbres de l’époque, Back Street et Images de la vie, Stahl va tourner un autre classique du genre, Le Secret magnifique, mélo « aussi torturé qu’ahurissant »[7]. Le réalisateur évite pourtant les écueils du genre pour en tirer une œuvre sensible et pudique[8], aidé en cela par son interprète féminine, Irene Dunne, actrice populaire qui fera pleurer les foules dans bon nombre de mélodrames. Elle tournera trois mélos avec Stahl : Back Street, Le Secret magnifique et Veillée d’amour.
- Robert Taylor, jeune premier de la Metro-Goldwyn-Mayer, fut « prêté » à Universal. Il connaît son premier succès avec ce film.